# ماركو أوستوجا
ماركو أوستوجا مواليد 20 أكتوبر 1960 في بون، ألمانيا الغربية، هو لاعب كرة مضرب كرواتي سابق وكان يلعب باليد اليمنى. أعلى تصنيف له في الفردي كان المركز الـ 74 في سنة 1984. أعلى تصنيف له في الزوجي كان المركز الـ 157 في سنة 1984.

## النهائيات

### الفردي: (3)
| الرقم | السنة | الدورة           | الأرضية | المنافس في النهائي | النتيجة في النهائي |
| ----- | ----- | ---------------- | ------- | ------------------ | ------------------ |
| 1.    | 1983  | تامبيري, فنلندا  | ترابية  | سكوت ليبتون        | 6–4, 6–2           |
| 2.    | 1986  | لشبونة, البرتغال | ترابية  | جون فراولي         | 6–2, 2–6, 6–2      |
| 3.    | 1988  | ستراسبورغ, فرنسا | ترابية  | توماس نيداهل       | 6–2, 6–2           |

### الزوجي: (1)
| الرقم | السنة | الدورة           | الأرضية | الشريك      | المنافس في النهائي             | النتيجة في النهائي |
| ----- | ----- | ---------------- | ------- | ----------- | ------------------------------ | ------------------ |
| 1.    | 1981  | برشلونة, إسبانيا | ترابية  | يوني شاتمان | فرانسيسكو غونزاليس ديريك سيغال | 6–4, 7–5           |

## روابط خارجية
- ماركو أوستوجا على موقع رابطة محترفي التنس (الإنجليزية)
- ماركو أوستوجا على موقع الاتحاد الدولي لكرة المضرب (الإنجليزية)
- ماركو أوستوجا على موقع كأس ديفيز (الإنجليزية)
- ماركو أوستوجا على موقع خلاصة التنس.كوم (الإنجليزية)